# Езола (Ђенова)
Езола је насеље у Италији у округу Ђенова, региону Лигурија.
Према процени из 2011. у насељу је живело 45 становника. Насеље се налази на надморској висини од 733 м.